# 錢照
錢照（1501年—？），字叔初，號北橋，浙江省寧波府慈谿縣人，民籍。明朝政治人物。

## 生平
九月初十日生，行百三十八，治《詩經》，由國子生中式浙江鄉試第三十二名舉人，年三十二歲中式嘉靖十一年壬辰科會試第二百二十六名，第三甲第七十九名進士。觀都察院政，授南陵县知县，調郯城县知县，陞大理寺評事、湖廣僉事，止。

## 家族
曾祖錢鍰；祖錢深；父錢栻；母林氏。具慶下。兄錢熟；弟錢奕，生員。從兄錢烋；從弟錢烝；鱀；䲀。子錢維垣，孫錢文薦（己未進士、見任知縣）。